# Badges (insígnies d'educació)
Els badges en educació representen l'assoliment d'habilitats/competències que els aprenents van adquirint al llarg del seu aprenentatge. Els badges són dissenyats per validar l'aprenentatge en entorns d'aprenentatge formals i informals. Es considera que tenen el potencial per aprofundir en l'avaluació per competències de l'educació del s.XXI.

## Història
Les insígnies físiques tradicionals s'han utilitzat durant molts anys per diverses organitzacions com l'Exèrcit de Rússia i els Escoltes d'Amèrica per donar als membres un emblema físic que mostra l'assoliment de diversos èxits.
Mentre les insígnies físiques han estat en ús durant centenars d'anys, la idea dels badges o insígnies digitals per a l'educació ha estat desenvolupada recentment des de la investigació sobre gamificació. Com a elements de joc, els badges han estat utilitzats per organitzacions com ara Foursquare i Huffington Post per premiar als usuaris que completen certes tasques. El 2005, Microsoft va introduir el sistema Xbox 360 Gamerscore, que és considerat com la implementació original d'un sistema d'assoliments.
El 2007, Eva Baker, la presidenta de l'American Educational Research Association (AERA), va donar el discurs presidencial en la seva conferència anual sobre la necessitat de desenvolupar "qualificacions" que certifiquen èxits, no a través de proves estandarditzades, sinó com "una experiència integrada amb els requisits de rendiment." Aquest sistema s'aplicaria a l'aprenentatge tant dins com fora de l'escola per ajudar els joves a desenvolupar i perseguir els seus interessos. Al final, Baker creu que "els badges ens porten a atendre millor en l'àmbit de l'educació les d'habilitats potencials dels nostres alumnes...".
A principis de 2010, el proveïdor de serveis de badges digitals Basno va posar en marxa una plataforma que permet als usuaris crear i recollir insígnies que representen els èxits del món real com córrer la Marató de Nova York. L'esforç va marcar un canvi substancial en la visió de les insígnies com a elements de joc similar a la creació de targetes d'identificació per certificar l'aprenentatge. Molts llocs d'instrucció com P2PU i l'Acadèmia Khan fan ús d'un sistema d'obtenció de badges digitals.
Al setembre de 2011, el secretari d'Educació Arne Duncan, va anunciar el llançament de la HASTAC / MacArthur Foundation per a la competència de l'aprenentatge permanent. D'acord amb Arne Duncan, els badges "poden ajudar a involucrar els estudiants en l'aprenentatge i ampliar les vies per a tots els estudiants o totes les edats, per adquirir i demostrar així les seves habilitats..., i hem de fer tot el possible per accelerar aquesta transició. També pot ajudar a explicar l'aprenentatge formal i informal i en una varietat de situacions diferents."

## Funcions dels badges
Així com les insígnies en el món físic serveixen per a moltes funcions, les insígnies digitals s'utilitzen en una gran varietat de maneres. Les insígnies poden servir per a diferents funcions depenent de les activitats amb les que estan associats. Comunament, es creu que les insígnies són com una recompensa, però s'han trobat que són més adequades quan també contribueixen a la fixació d'objectius, de reputació, a l'afirmació d'estat, a la instrucció i a la identificació de grup. Les insígnies també promouen la formació contínua que s'estén més enllà de l'aula. Els badges digitals són un exemple de la gamificació de l'aprenentatge, de manera que el disseny del joc i la mecànica de joc s'utilitzen en contextos que no són lúdics per estimular l'aprenentatge.
Els beneficis associats a les insígnies digitals inclouen la capacitat de capturar la trajectòria completa d'aprenentatge, de manera que l'usuari pot utilitzar les insígnies ja assolides com una targeta d'identificació. La insígnia digitals porten informació sobre l'avaluació, proves i altres metadades. Les insígnies digitals poden incentivar el compromís i la col·laboració; millorar la retenció i pujar de nivell en l'aprenentatge; donar suport a la innovació i la flexibilitat en les habilitats que importen; i construir i formalitzar la identitat i la reputació dins de les comunitats d'aprenentatge.
Existeixen badges per motivar la participació, per motivar la col·laboració, el reconeixement i l'avaluació, entre d'altres.

## Com utilitzar-les
Una de les principals funcions de les insígnies digitals és motivar la participació en un aprenentatge, oferint un reconeixement públic a mesura que es van superant els objectius establerts.
Les insígnies també són enormement útils quan reconeixen una gamma àmplia d'habilitats que normalment s'ignoren o passen desapercebudes en els entorns d'aprenentatge tradicionals, com poden ser la capacitat de treball, la responsabilitat, la paciència o el pensament crític. Algunes de les maneres en què pots usar les insígnies en l'aprenentatge de forma efectiva són [8]
1. Utilitza les insígnies per ajudar els estudiants a prioritzar
Si crees una insígnia sobre una competència concreta o un comportament en particular, estàs indicant als teus estudiants que és una habilitat important a desenvolupar. Estàs reconeixent el comportament que vols veure. Identifica aquelles competències i qualitats on desitges veure un progrés i crea insígnies per a aquestes habilitats concretes i demostracions de les mateixes.
En un projecte en equip, per exemple, no només desitges veure l'adquisició d'uns coneixements o la producció d'una presentació, sinó que a més desitges desenvolupar i avaluar les millors demostracions de companyonia, qui ressalta per un lideratge constructiu o qui demostra dots extraordinaris d'organització i planificació.
2. Utilitza insígnies per reconèixer l'avanç gradual en un aprenentatge
A l'hora de programar un projecte o una formació de llarga durada, ajuda a desglossar l'aprenentatge en diferents competències. Si adjudiques insígnies ja des de les primeres fases de l'aprenentatge, aquest reconeixement resulta molt motivant per a l'estudiant i li dona confiança a seguir treballant per l'oportunitat d'obtenir insígnies per les competències més complicades. Aquesta validació gradual ofereix un sensació de progrés i obre la via de la superació personal.
L'aplicació de Duolingo per a l'aprenentatge d'idiomes és molt efectiva en aquest sentit, premiant-te amb punts (lingots) a mesura que vas responent correctament a les preguntes i classificant-te a poc a poc per a nivells més avançats.
En cada curs online hi ha persones que per motius personals o professionals no poden acabar la formació i, per tant, no reben la certificació final. Però en la majoria dels casos han obtingut habilitats i experiències valuoses durant la seva assistència. En emetre insígnies per cada competència, l'alumne malgrat no acabar el curs, rep reconeixement per la part de l'aprenentatge que sí ha completat.
3. Utilitza les insígnies per valorar les intel·ligències múltiples de l'estudiant
Les intel·ligències més avaluades dins del sistema educatiu tradicional són la lògica matemàtica i la lingüística, però el grau de desenvolupament d'altres intel·ligències, com la interpersonal i la intrapersonal, essencials tant en la vida personal com a professional de l'estudiant, no queden normalment reflectides en cap paper.
En aquest sentit és interessant a pensar en noves àrees d'avaluació que els exàmens i test tradicionals no mesuren o no ensenyen als estudiants i crear insígnies al voltant d'aquests conceptes. Per exemple, el valor de la puntualitat en arribar a classe, el grau de creativitat en la resolució de problemes, la perseverança en un aprenentatge, la capacitat d'innovació o el nivell artístic.
En el curs online de competències digitals que imparteixo, els alumnes parteixen de diferents nivells de domini en competències digitals. Per al desenvolupament apte de cada competència digital realitzen i presenten una activitat pràctica, que avaluo amb una qualificació numèrica tenint en compte unes rúbriques establertes.
Amb el temps queda clar qui és més competent en les TIC, però la nota no reflecteix el grau d'evolució de l'estudiant des de l'inici del curs.
Per acreditar el mèrit de l'alumne que passa d'un nivell de zero a cinc i reconèixer l'esforç addicional, pel que fa a un company que parteix d'un nivell de cinc i arriba al sis, s'ha creat una insígnia que reconeix la qualitat de la “Perseverança”. Aquesta insígnia em permet reconèixer a un alumne aquest enorme grau de progrés, més enllà del resultat final d'una activitat.
4. Utilitza les insígnies perquè els estudiants s'avaluïn entre ells
No totes les insígnies han de ser valorades i adjudicades de la mateixa manera o per la mateixa persona. Els mateixos alumnes poden ser els responsables de crear les insígnies, així com nominar i votar a aquells companys que ells consideren les mereixen més.
En involucrar als alumnes en la creació d'insígnies dones veu als aspectes que ells valoren i aprofites les idees i la creativitat dels alumnes que reben la formació. En molts casos són capaços de veure amb major objectivitat la dificultat de l'aprenentatge i destaquen qualitats de companys que et passen desapercebuts com a professor.
5. Crea insígnies per a àrees d'aprenentatge en què destaca la teva institució educativa
A través d'insígnies pot capturar-se aquest nivell superior de coneixements i assegurar que aquestes competències bàsiques estan integrades dins de la cultura del centre i s'estenen de forma universal en tots els alumnes.

## Inconvenients actuals
El principal inconvenient de les insígnies és l'acceptació estesa de la seva validesa com a indicadors legítims en l'adquisició de coneixements, competències i experiències.
El valor percebut d'aquestes insígnies variarà de persona a persona. Si un directiu de Recursos Humans ha realitzat cursos online similars i coneix la dificultat de l'aprenentatge, podrà apreciar el temps dedicat i les insígnies obtingudes. Per contra, si no està familiaritzat amb el món digital o amb plataformes com edXi Coursera, mirarà aquestes insígnies amb escepticisme.
La reputació d'una universitat garanteix la credibilitat de la certificació, mentre que una insígnia emesa per una organització desconeguda, posa en dubte el seu valor.
En l'actualitat sembla que les insígnies tenen un major valor professional pels quals inicien la seva carrera, en diferenciar-los d'altres candidats similars per demostrar iniciativa a l'hora d'aprendre unes altres temes per compte propi.
No obstant això, crear un portafoli digital, on s'agrupen exemples del treball propi i s'evidencien certificacions de cursos, competències apreses, esdeveniments atesos o fins i tot llibres llegits, sens dubte tindran un efecte positiu en les oportunitats professionals. Qualsevol pot escriure “Expert en TIC”, però no tothom pot mostrar nombrosos continguts digitals per provar-ho.